# أدولف شميت
أدولف شميت (بالألمانية: Adolf Schmitt)‏ هو كاهن كاثوليكي ألماني، ولد في 20 أبريل 1905 في Rimpar ‏ في ألمانيا، وتوفي في 5 ديسمبر 1976 في Lupane District ‏ في زيمبابوي.